# آرتمیزیوم

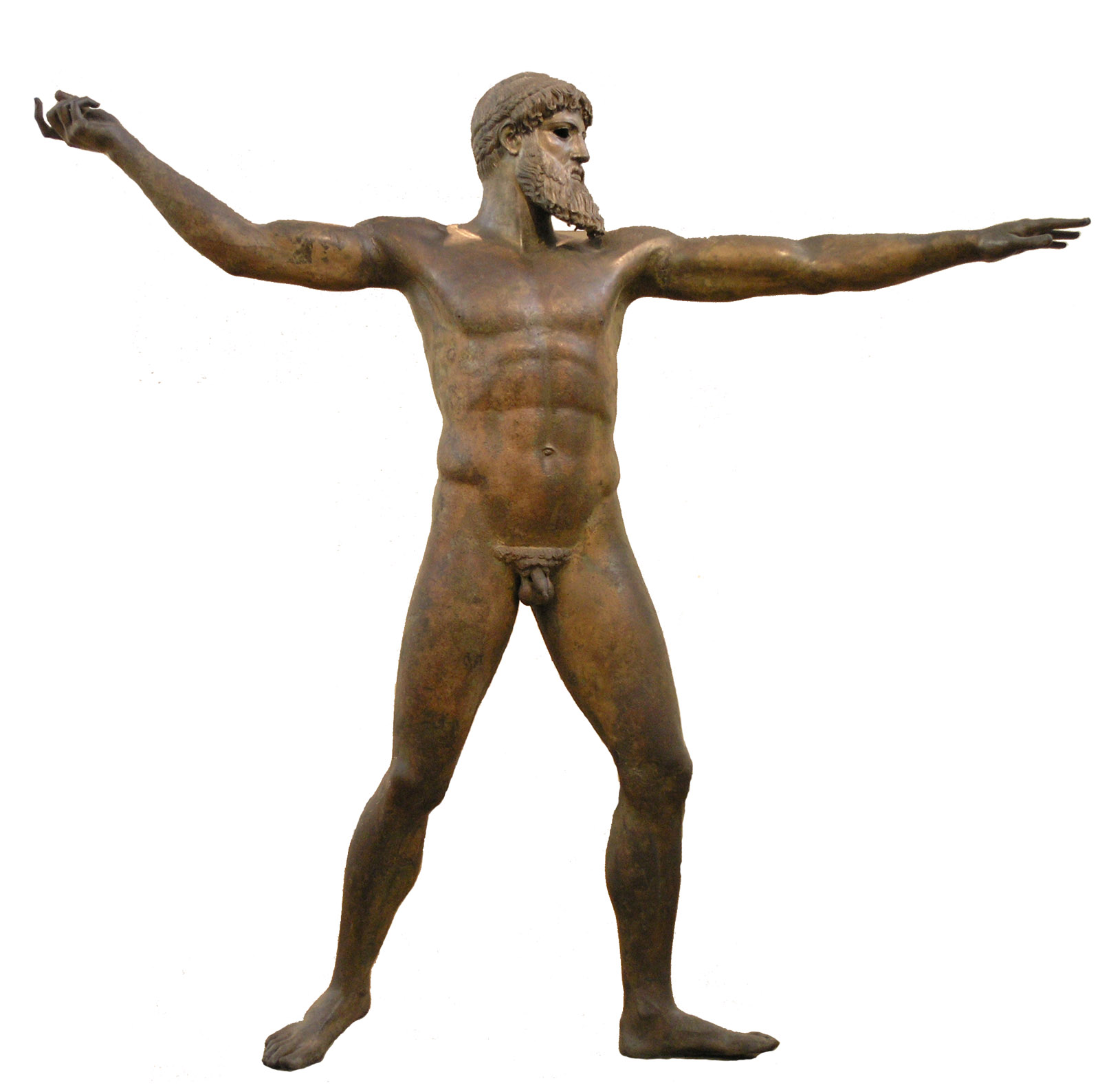
آرتمیزیوم برنزی، (موزه باستان‌شناسی ملی آتن).

آرتمیزیوم (به یونانی: Ἀρτεμίσιον)، یک پرتگاه و خلیج در ناحیه شمال وابیه کشور یونان است. مجسمه‌ی برنزی افسانه‌ای زئوس یا پوزئیدون، که به عنوان (آرتمیزیوم برنزی مشهور است) در یک کشتی غرق شده که در این خلیج قرار داشت پیدا شد.